# Jack și vânătorii Imakandi
Jack și vânătorii Imakandi este al douăzeci și doilea episod al serialului de desene animate Samurai Jack.

## Subiect
Pe o planetă îndepărtată, niște ierbivore butucănoase pasc liniștite. Dar din iarbă, patru vânători jumătate lei, jumătate oameni, pândesc turma și la un moment dat se năpustesc asupra ei și capturează un exemplar folosindu-se de niște săgeți electrice, o fiolă cu somnifer și frânghie. Când prada este doborâtă, apare din cer Aku și le propune să vină pe Pământ să-l vâneze pe Jack, căci îi va răsplăti cu bogății nemăsurate. Imakandi acceptă, dar nu vor giuvaeruri, ei urmăresc doar plăcerea vânătorii.
Tribul vânătorilor execută un ritual magic și cei patru Imakandi sunt expediați pe Pământ. Ajung într-un oraș mare și îi iau urma lui Jack, pe care îl surprind la masă. Îl electrocutează cu săgețile, îl anesteziază cu somniferul și îl leagă fedeleș. Dezamăgiți de ușurința izbânzii, se pregătesc să-i dea de știre lui Aku, dar când Jack aude ce soartă îl așteaptă, taie brusc funiile care îl imobilizau și după o scurtă luptă, fuge.
Cei patru îl urmăresc prin canalizare. Jack încearcă să-și piardă urma, dar nu reușește. În cele din urmă iese în stradă, încalecă pe un fel de motocicletă aeriană, dar Imakandi se țin după el. Apoi urcă într-un zgârie-nori cu liftul, dar Imakandi se țin aproape cu un lift alăturat.
În cele din urmă, Jack iese pe acoperiș în bătaia vântului, se cațără din ce în ce mai sus pe antenele blocului, dar nu poate scăpa de Imakandi. Unul din vânători îi trimite o săgeată-șarpe, pe care Jack o prinde din zbor, dar care apucă să-l muște de mână. Jack își pierde cunoștința și cade în gol, dar unul din vânători, legat cu o frânghie, se aruncă după el și îl prinde de un picior.
Aku vine să-și ia premiul, dar Imakandi i-l refuză, căci o pradă care s-a dovedit atât de iscusită și care le-a prilejuit o vânătoare atât de intensă, și-a câștigat dreptul la libertate. Aku încearcă să-l ia cu forța pe Jack, dar Imakandi se fac nevăzuți cu Jack cu tot.
Jack se trezește înapoi în canalizare, unde Imakandi îi lăsaseră și un mesaj omagial.